# Clorato de sodio
El clorato de sodio (NaClO3) es un compuesto químico que en forma pura se encuentra como polvo cristalino blanco. Es fácilmente soluble en agua y posee la característica de ser higroscópico. Su descomposición, la cual se produce por encima de los 250 °C, libera oxígeno y deja un residuo de cloruro de sodio. 

## Síntesis
Industrialmente, el clorato de sodio se sintetiza a partir de la electrólisis de una disolución caliente de cloruro de sodio, ocurriendo la siguiente reacción química:
NaCl + 3H2O → NaClO3 + 3H2
Otra forma de sintetizarse es hacer pasar cloro gaseoso a través de una disolución caliente de hidróxido de sodio, en donde luego se purifica mediante cristalización.

## Usos
Su principal uso comercial es el dióxido de cloro (ClO2). Su mayor aplicación es en el blanqueado de pulpa, donde el dióxido de cloro es actualmente el agente blanqueador de ropa predominante.

### Herbicidas
El clorato de sodio es usado como un herbicida no selectivo. Se considera fitotóxico para todas las partes verdes de las plantas aunque también causa toxicidad al ser absorbido a través de las raíces. 
El clorato de sodio puede utilizarse para controlar diversas especies:
- Gloria de la mañana,
- Cirsium arvense,
- Sorghum halepense,
- Bambú,
- Senecio,
- Hypericum perforatum.

Este herbicida se usa principalmente en tierra no cultivable para el tratamiento del lugar y para la eliminación total de la vegetación en áreas que incluyen bordes de carreteras, mallas o zanjas. 
También se utiliza como defoliante y desecante para:
- Algodón
- Arroz
- Cártamo
- Caupí
- Frijoles secos
- Girasoles
- Lino
- Maíz
- Pimientos
- Granos de sorgo
- Granos de soja

Si se usa en combinación con atrazina, se incrementa la persistencia del efecto. Si se usa en combinación con 2,4-D, mejora el rendimiento del material. El clorato de sodio tiene un efecto esterilizante del suelo. La mezcla con otros herbicidas en disolución acuosa es posible siempre que no sean susceptibles a la oxidación.

### Generación química de oxígeno
Los sistemas de oxígeno de emergencia, por ejemplo en vuelos comerciales, proveen oxígeno a los pasajeros para protegerlos de caídas de presión en la cabina mediante la descomposición catalítica del clorato de sodio a alta temperatura. Habitualmente, el catalizador contiene polvo de hierro. El peróxido de bario (BaO2) se usa para absorber el cloro, que es un producto menor en esa descomposición.
2 NaClO3  →  2 NaCl  +  3 O2
El polvo de hierro se mezcla con el clorato de sodio y hace ignición mediante una carga que se activa al jalar la máscara de emergencia. La reacción produce más oxígeno del que se requiere para la combustión. De forma similar, el sistema de soldadura «Solidox» utiliza perdigones de clorato de sodio mezclados con fibras de combustible para generar oxígeno.

## Toxicidad en humanos
Debido a su naturaleza oxidante, el clorato de sodio puede ser muy tóxico en caso de ser ingerido. El clorato de sodio, actúa en la hemoglobina llevando a la formación de metahemoglobina, que es seguida por la desnaturalización de la proteína globina y una reticulación de las proteínas de las membranas de los eritrocitos, dañando las enzimas de la misma y aumentando, por tanto su permeabilidad, resultando en una hemólisis severa. La desnaturalización de la hemoglobina excede la capacidad de la ruta metabólica de la glucosa-6-fosfato deshidrogenasa (G6PD). Además, esta enzima se desnaturaliza directamente con el clorato reduciendo su actividad. 
La terapia con ácido ascórbico y azul de metileno se usa con frecuencia en el tratamiento de la metahemoglobinemia. Sin embargo, debido a que el azul de metileno requiere la presencia de nicotinamida adenina dinucleótido fosfato que depende del funcionamiento normal del sistema G6PD, es menos efectivo que en otras condiciones caracterizadas por la oxidación de la hemoglobina.
Provoca hemólisis aguda con fallos multiorgánicos, incluyendo coagulación intravascular diseminada e insuficiencia renal. Existe además una toxicidad directa al túbulo proximal renal. El tratamiento consistirá en transfusión de intercambio, diálisis peritoneal o hemodiálisis.

## Formas de presentación
El clorato de sodio puede presentarse en forma de polvo, spray o gránulos. Existe riesgo de ignición y explosión en mezclas secas con otras sustancias, especialmente con materiales orgánicos como otros herbicidas o el azúcar, además de azufre, fósforo, metales en polvo y ácidos fuertes. No debe ser almacenado en viviendas para evitar mezclas accidentales con alguna de las sustancias mencionadas anteriormente.
Las formulaciones en el mercado contienen un retardador de fuego cuyo efecto es pequeño si se enciende deliberadamente. La mayoría de los herbicidas de clorato disponibles comercialmente contienen aproximadamente 53% de clorato de sodio y un depresor de fuego, como el metaborato de sodio o el fosfato de amonio.

## Nombres comerciales
El ingrediente activo clorato de sodio se encuentra en una variedad de herbicidas comerciales: Atlacide, Defol, De-Fol-Ate, Drop-Leaf, Fall, Harvest-Aid, Kusatol, Leafex y Tumbleaf. El compuesto puede ser usado en combinación con otros herbicidas tales como la atrazina, 2,4-D, bromacil, diuron y metaborato de sodio.
El clorato de sodio fue un herbicida ampliamente usado en Estados Unidos hasta 2009, cuando se retiró su autorización. El clorato de sodio tiene uso en otras aplicaciones, como por ejemplo en la producción de biocidas de dióxido de cloro y para blanqueado de pulpa y papel.